# Wścieklica Schencka
Wścieklica Schencka (Myrmica schencki) – gatunek mrówek z podrodziny Myrmicinae.

## Występowanie
Gatunek południowopalearktyczny.

## Biologia
Kolonie mono- lub poligyniczne (do 5 królowych), liczą kilkaset (do 1000) robotnic. Rójka odbywa się w sierpniu i wrześniu